# Christian Maes
Christian Maes (2 de octubre de 1947-21 de marzo de 2021) fue un deportista belga que compitió en vela en la clase Europe. Ganó una medalla de bronce en el Campeonato Mundial de Europe de 1970.

## Palmarés internacional
| Campeonato Mundial | Campeonato Mundial     | Campeonato Mundial | Campeonato Mundial |
| Año                | Lugar                  | Medalla            | Clase              |
| ------------------ | ---------------------- | ------------------ | ------------------ |
| 1970               | Flussen (Países Bajos) | Medalla de bronce  | Europe             |